# L'Athlète incomplet (film, 1932)
Pour les articles homonymes, voir L'Athlète incomplet.
L'Athlète incomplet est un film américain réalisé par Claude Autant-Lara, sorti en 1932, version française du film américain Local Boy Makes Good de  Mervyn LeRoy.

## Synopsis
Fred Miller est un jeune étudiant de l'université de Montréal, qui n'arrive pas à envoyer des lettres d'amours qu'il écrit à ses amoureuses secrètes. Pourtant un jour, une de ses missives arrive à sa destinataire, laquelle apprend que Fred se vante de ses exploits sportifs, imaginaires. Il sera alors obliger de faire semblant d'être un sportif de haut niveau afin de ne pas perdre son prestige.

## Fiche technique
- Titre français : L'Athlète incomplet
- Réalisation : Claude Autant-Lara
- Scénario : Valentin Mandelstamm
- Sociétés de production : First National Pictures, Warner Bros
- Société de distribution :  Warner Bros
- Pays de production :  États-Unis
- Langue originale : français
- Format : Noir et blanc — 35 mm — 1,33:1 — son Mono
- Genre : Comédie
- Durée : 93 minutes
- Dates de sortie : France : 3 juin 1932

## Distribution
- Douglas Fairbanks Jr. : Fred Miller
- Jeannette Ferney : Evelyn Legrand
- Barbara Leonard : Nina Granier
- Carrie Daumery : Mlle Schmoltz
- Mathilde Comont : Eulalie
- George Davis : Bavette
- Jean Del Val : l'entraîneur
- Jean Delmour : Picard
- William Barry : Lacour
- Arthur Hurni : Bertrand